# Tres Olivos (métro de Madrid)
Tres Olivos est une station de la ligne 10 du métro de Madrid. Elle est située sous la rue du Retable de Melisandre, dans le district de Fuencarral-El Pardo, à Madrid.

## Situation sur le réseau
Établie en souterrain, la station Tres Olivos est située sur la ligne 10 du métro de Madrid, entre Montecarmelo et Fuencarral.
Elle constitue une station de transbordement : les voyageurs doivent y changer de train pour poursuivre leur voyage, en raison de la plus faible fréquence des trains depuis et vers Hospital Infanta Sofía.

## Histoire
La station ouvre au service commercial le 26 avril 2007, à l'occasion du prolongement de la ligne 10 du métro vers San Sebastián de los Reyes.